# MR3V/MR6V
Los MR3V / MR6V (Material Rodante de 3 Coches / 6 Coches) son el futuro material rodante de hierro para equipar, para el MR6V, la nueva línea 15 y, para el MR3V, las nuevas líneas 16 y 17 del metro de París.

## Historia

### Convocatoria de licitaciones
En mayo de 2018, la Société du Grand Paris anunció que se esperaba que el fabricante Alstom se adjudicara los contratos para los trenes de las líneas 15, 16 y 17 del Grand Paris Express. El contrato prevé el suministro de un máximo de 1.000 vagones que se repartirán en 133 trenes compuestos por seis vagones para la línea 15 y 50 trenes de tres vagones para las líneas 16 y 17 basados en la gama Metropolis.
El 20 de septiembre de 2018 se firmó oficialmente el contrato con Alstom para la fabricación del material rodante por un coste total de 1.300 millones de euros y se publicaron las especificaciones para el diseño del material rodante. El primero se lanzará en 2022.

### Entrega
Los primeros trenes se vieron a principios de noviembre de 2021 sometiéndose a pruebas dinámicas en el centro de pruebas ferroviarias de Alstom en Valenciennes.
La entrada en servicio comercial debería producirse cuando la línea 15 se inaugure a finales de 2025 en su tramo sur.
En junio de 2023, dos trenes realizarán sus primeras pruebas dinámicas en Valenciennes. Las entregas de coches comienzan a finales de junio con la entrega, el 22 de junio de 2023, de un primer coche desde Valenciennes al centro de almacenamiento de Champigny-sur-Marne. Una vez recibidos los demás vagones, en julio de 2023 se ensamblará el primer conjunto completo. Las pruebas estáticas se llevarán a cabo a finales de agosto y luego, en otoño, se realizarán pruebas dinámicas.
El 28 de noviembre de 2023, el primer tren MR6V de la línea 15 realizó su primer recorrido en el futuro centro de almacenamiento de Champigny-sur-Marne, en presencia de la presidenta regional Valérie Pécresse y del ministro de Transportes, Clément Beaune.

## Características

### Técnicas
Los MR3V/MR6V son equipos con cojinetes de hierro, con intercirculación total y conducción automática.
Están disponibles en dos versiones: seis coches (MR6V), para una longitud de 108 m, y tres coches (MR3V), para una longitud de 54 m. A diferencia del clásico ancho de 2,40 m del metro de París, estos trenes tendrán 2,80 m de ancho.
La capacidad de los trenes es, respectivamente, para composiciones de tres y seis vagones, de 500 y 1.000 plazas, de las cuales un 20% de plazas.
Serán alimentados mediante un perfil de contacto aéreo a 1500 V CC.

### Exterior
El diseño exterior de los trenes se dio a conocer a principios de diciembre de 2018 con tres variantes. Durante diciembre de 2018 se realizará una consulta abierta al público para poder elegir el diseño elegido. Después de 20 días de consultas y 13.000 votantes, el segundo diseño con “líneas envolventes para el morro del tren” fue elegido por el 40% de los encuestados.

### Interior
El tren está equipado con varios dispositivos de confort, como un sistema de aire acondicionado, la presencia de puertos USB, Wi-Fi integrado y videovigilancia.